# Neoalosterna
Neoalosterna är ett släkte av skalbaggar. Neoalosterna ingår i familjen långhorningar.
Kladogram enligt Catalogue of Life:
| Neoalosterna | \| \| Neoalosterna capitata \| \| \| \| \| \| Neoalosterna rubida \| \| \| \| |
|              | \| \| Neoalosterna capitata \| \| \| \| \| \| Neoalosterna rubida \| \| \| \| |
|              | Neoalosterna capitata                                                         |
|              |                                                                               |
|              | Neoalosterna rubida                                                           |
|              |                                                                               |